# Ludwik IV Dziecię
Ludwik IV Dziecię (ur. we wrześniu lub październiku 893 w Altötting, zm. 20 lub 24 września 911 we Frankfurcie nad Menem lub Ratyzbonie) – król wschodnich Franków (Niemiec) w latach 900–911 z dynastii Karolingów. Jedyny legalny syn Arnulfa z Karyntii.

## Życiorys
W 900 w Forchheim został koronowany na króla Franków wschodnich. Pomimo młodego wieku (7 lat) – któremu zawdzięcza swój przydomek – i chorowitości rządy sprawował samodzielnie, jednakże znajdował się pod silnym wpływem arystokracji i biskupów. Jego najbardziej wpływowymi doradcami byli biskup Hatto z Moguncji i biskup Salomo III z Konstancji.
Za jego panowania kraj został praktycznie zniszczony przez najazdy Węgrów. Podczas wojen węgierskich Ludwik nie miał szczęścia, w 910 została pobita jego armia przez Węgrów na Lechowym Polu niedaleko Augsburga.
Ludwik zmarł (20 lub 24 września) 911 w wieku 18 lat, prawdopodobnie we Frankfurcie nad Menem. Na nim wygasła linia wschodniofrankijskich Karolingów. Książęta niemieccy nie zdecydowali się na wybór króla zachodniofrankijskiego Karola III Prostaka, lecz obrali na swego władcę Konrada, księcia Frankonii.
Ludwik Dziecię został pochowany w kościele św. Emmerama w Ratyzbonie, gdzie 12 lat wcześniej spoczął jego ojciec – Arnulf z Karyntii. Od jego śmierci aż do 1806 korona w Niemczech była elekcyjna.